# La Dynastie des Forsyte (film, 1949)
Pour les articles homonymes, voir La Dynastie des Forsyte.
Pour plus de détails, voir Fiche technique et Distribution.
La Dynastie des Forsyte (That Forsyte Woman) est un film américain réalisé par Compton Bennett, sorti en 1949.

## Synopsis
Lorsque Irene Forsyte, qui a épousé Soames Forsyte sans amour, tombe amoureuse du fiancé de sa nièce June, cette dernière les dénonce au mari trompé. Plutôt que de laisser sa « propriété » le quitter, celui-ci préfère la gifler.

## Fiche technique
- Titre : La Dynastie des Forsyte
- Titre original : That Forsyte Woman
- Réalisation : Compton Bennett
- Scénario : Jan Lustig, Ivan Tors, James B. Williams d'après le roman The Forsyte Saga de John Galsworthy
- Production : Leon Gordon
- Société de production : MGM, Loew's
- Photographie : Joseph Ruttenberg
- Montage : Fredrick Y. Smith
- Musique : Bronislau Kaper
- Direction artistique : Cedric Gibbons et Daniel B. Cathcart
- Décorateur de plateau : Edwin B. Willis
- Costumes : Walter Plunkett et Valles
- Pays d'origine : États-Unis
- Format : Couleur (Technicolor) - Son : Mono (Western Electric Sound System)
- Genre : Drame
- Durée : 113 minutes
- Dates de sortie :
  - États-Unis : 3 novembre 1949
  - Royaume-Uni : 26 décembre 1949 (Londres) ;
  - France : 20 juin 1950 (Paris)

## Distribution

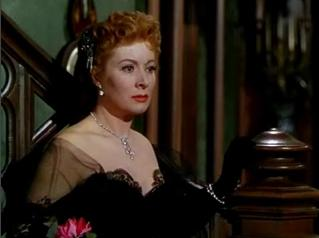
Greer Garson dans le rôle d’Irene Forsyte.

- Errol Flynn  (VF : Marc Valbel) : Soames Forsyte
- Greer Garson  (VF : Hélène Tossy) : Irene Forsyte
- Walter Pidgeon (VF : Pierre Morin)  : Young Jolyon Forsyte
- Robert Young : Philip Bosinney
- Janet Leigh : June Forsyte
- Harry Davenport : Le vieux Jolyon Forsyte
- Aubrey Mather : James Forsyte
- Gerald Oliver Smith : Wilson
- Lumsden Hare : Roger Forsyte
- Stanley Logan : Swithin Forsyte
- Halliwell Hobbes : Nicholas Forsyte
- Matt Moore : Timothy Forsyte
- Florence Auer : Ann Forsyte Heyman
- Phyllis Morris : Julia Forsyte Small
- Marjorie Eaton : Hester Forsyte

### Acteurs non crédités
- Jimmy Aubrey : Le conducteur de fiacre
- Lilian Bond : La servante du vieux Jolyon
- Leonard Carey : Jones, le majordome du vieux Jolyon
- Morgan Farley : Un libraire
- Rolfe Sedan : M. Braval

## Autour du film
- La Dynastie des Forsyte (The Forsyte Saga) est également un feuilleton télévisé britannique diffusé en 1967.